# Dor e Glória
Dolor y gloria (bra/prt: Dor e Glória) é um filme espanhol de 2019, do gênero drama, dirigido por Pedro Almodóvar.
Fez sua estreia mundial no Festival de Cannes, onde Antonio Banderas levou o prêmio de melhor ator.

## Prêmios e indicações
| Prêmio/evento      | Categoria                          | Recipiente       | Resultado |
| ------------------ | ---------------------------------- | ---------------- | --------- |
| Oscar 2020         | Melhor ator                        | Antonio Banderas | Indicado  |
| Oscar 2020         | Melhor filme em língua estrangeira |                  | Indicado  |
| Globo de Ouro 2020 | Melhor ator - drama                | Antonio Banderas | Indicado  |
| Globo de Ouro 2020 | Melhor filme estrangeiro           |                  | Indicado  |
| Cannes 2020        | Prêmio de interpretação masculina  | Antonio Banderas | Venceu    |

## Sinopse
O veterano cineasta Salvador Mallo, prestigiado internacionalmente, atravessa crise de solidão e inspiração e passa a refletir sobre as escolhas que fez na vida e avaliar seus relacionamentos.

## Elenco
- Antonio Banderas ...... Salvador Mallo
- Penélope Cruz ...... Jacinta Mallo
- Raúl Arévalo ...... Venancio Mallo
- Leonardo Sbaraglia ...... Federico Delgado
- Asier Etxeandia ...... Alberto Crespo
- Kiti Mánver
- Cecilia Roth ...... Zulema
- Pedro Casablanc ...... Dr. A. Galindo
- Nora Navas ...... Mercedes, assistente de Salvador
- Susi Sánchez ...... Beata
- Julieta Serrano ...... Jacinta Mallo, mais velha
- Julián López ...... apresentador
- Rosalía ...... Rosita
- Asier Flores ...... Salvador Mallo, criança